# Белополці
Белопо́лці (болг. Белополци) — село в Хасковській області Болгарії. Входить до складу общини Івайловград.

## Населення
За даними перепису населення 2011 року у селі проживали 298 осіб, з них 29 осіб (87,9%) — турки.
Розподіл населення за віком у 2011 році:
Динаміка населення: